# Belyaevicrinus latipinnulus
Belyaevicrinus latipinnulus is een zeelelie uit de familie Hyocrinidae.
De wetenschappelijke naam van de soort werd in 1998 gepubliceerd door Mironov & Sorokina.